# ミナス・ジェライス (空母)
ミナス・ジェライス (Minas Gerais)は、ブラジル海軍が運用していた航空母艦。ブラジル海軍初の航空母艦で、艦名は同国のミナス・ジェライス州に由来する。
なおポルトガル語では"Minas Gerais"は「ミナス・ジェライス」「ミーナス・ジェライス」ように発音され、日本でも艦名の基となった州名の場合などはそのように音写されるのが普通である。しかし、特に艦名に関してのみ「ミーナ・ジェライス」とする表記が古くからあり、1910年竣工の戦艦「ミナス・ジェライス」なども同様にミーナ・ジェライスと書かれる事がある。ポルトガル語起源ともフランス語起源とも思われないこの表記の起源は明らかでない。

## 概要
軍艦としてはNAeL Minas Geraisと記述されるが、艦名の前につくNAeLはアメリカ海軍のUSS(United States Ship)やイギリス海軍のHMS(His/Her Majesty's Ship)のような所属国家・組織を識別するための艦船接頭辞ではなく、ポルトガル語で軽空母を意味する"Navio-Aeródromo Ligeiro"の頭文字をとった艦種記号である。
艦載機は、当初グラマンS-2トラッカー対潜哨戒機とヘリコプターであったが、末期にはマクドネル・ダグラスA-4スカイホーク艦上攻撃機も運用した。1970年代以降の搭載機は、ブラジル空軍のS-2トラッカーが8機と、ブラジル海軍のSH/ASH-3シーキングが4機、UH-12/13エスクイロが2機、ベル206Bが2機であった。就役末期にはA-4スカイホークを搭載して教導任務を行ったが、スカイホークはこの艦のために1997年に7,000万USドルで購入が決定されたクウェートの中古機であり、元々クウェートが1976年に購入した機体のうち湾岸戦争を生き残った物である。全23機中20機が単座型（A-4K）、3機が複座型（A-4KU）であるが、一部は部品採り用としてであり、全機が実動機なのではない。スカイホークの購入に合わせて1998年4月から海軍が固定翼機の運用権を得ている。

## 艦歴
元は第二次世界大戦中に建造されたイギリス海軍のコロッサス級空母「HMSヴェンジャンス」（1945年就役）である。1956年に「ヴェンジャンス」はブラジルに320万英ポンドで売却され、ロッテルダムのVerolme Dockでアングルド・デッキの増設など近代化改修を受けた後、ブラジルに引き渡された。改修費用は購入価格の実に3倍以上にもなった。空母の配備を押し進めたのはブラジリアの建設でも知られる当時の大統領ジュセリーノ・クビチェックであり、艦名も彼の出身地にちなむ。
ブラジルにとっては初めての本格的空母であり、そのため搭載する固定翼艦載機の運用を巡ってブラジル海軍とブラジル空軍の間で白熱した議論が交わされた。その結果、1957年空軍が艦載機の運用を主任務とする隊を新設し、空母に出向させることに決定した（1964年には艦載機の所有権そのものが空軍にあるとされたが、本艦の艦歴末期となる1998年には固定翼機の運用が海軍に移っている）。この艦の艦隊への編入は1960年になってからで、対潜哨戒機の母艦としてであった。
1976年から1981年にかけて改装が行われ、新たにデータリンクシステムを搭載してニテロイ級フリゲートとの連携が可能になったほか、旧式のAN/SPS-12がAN/SPS-40B対空捜索レーダーに換装された。
本艦の設計は古く艦齢も重ねていたため、改修や近代化を経てもその速度はもはや約20ノットが精一杯となっており、その速度はより近代的な航空機による作戦に必要とされている速度の3/4でしかなかった。2000年にフランス海軍から購入したクレマンソー級空母「フォッシュ」を前身とする「サン・パウロ」が就役し、2隻の空母を維持するには莫大な経費がかかることもあり、一旦ヘリ空母に格下げされた後、2001年10月16日に「ミナス・ジェライス」の退役が決定した。
この艦の行き先として、同型艦の空母である「インデペンデンシア」や「ベインティシンコ・デ・マヨ」を運用していた実績があり、「ベインティシンコ・デ・マヨ」が機関トラブルでドック入りしている際には「ミナス・ジェライス」で艦載機の飛行訓練を行ったこともある隣国のアルゼンチンに購入を打診したが、艦の状態が悪く近代化改修と維持に経費がかさむことを理由に拒否された。
2002年に「ミナス・ジェライス」は競売にかけられた。競売参加者のほとんどはスクラップにして資源再利用を目的としていたが、ミュージアム艦としての利用を考える購入希望者もいた。特にイギリスのNGO"Friends of the HMS Vengeance"の計画では、第二次世界大戦中に建艦されたコロッサス級航空母艦の最後の1艦であるこの艦を、元のHMS「ヴェンジャンス」の姿に戻して第二次世界大戦の記念艦とする、というものだった。この"Friends of the HMS Vengeance"の計画はある程度の資金を集めたものの、最終的には上海近郊の浙江省舟山にて同様のミュージアム艦化計画を持っていた中国のイベント会社に200万USドルで落札された。
しかし、その中国の企業は期日までに入金が出来なかったため、2003年の10月にこの入札は白紙に戻され、「ミナス・ジェライス」はスクラップとなることが決定した。2004年2月にはスクラップとなるため最後の航海に船出し、インドで船舶解体されその最期を遂げた。